# وینسنت کاندول گری
وینسنت کاندول گری (انگلیسی: Vincent C. Gray؛ زادهٔ ۸ نوامبر ۱۹۴۲) سیاستمدار اهل ایالات متحده آمریکا است.